# Clássica (álbum)
Clássica é o terceiro álbum ao vivo e segundo em vídeo da artista musical brasileira Daniela Mercury, lançado em 27 de março de 2005 pela Som Livre. Foi gravado em 6 e 7 de outubro de 2004 na casa Bourbon Street em São Paulo, como parte do primeiro concerto da série Credicard Vozes, promovido pela Credicard.
| Críticas profissionais                                                      | Críticas profissionais |
| Avaliações da crítica                                                       | Avaliações da crítica  |
| Fonte                                                                       | Avaliação              |
| --------------------------------------------------------------------------- | ---------------------- |
| AllMusic                                                                    | [ 4 ]                  |
| Esta tabela precisa de ser acompanhada por texto em prosa. Consulte o guia. |                        |

## Alinhamento de faixas
| Clássica |                                                        |                                |         |  |
| N.º      | Título                                                 | Compositor(es)                 | Duração |  |
| 1.       | "And I Love Her"                                       | John Lennon · Paul McCartney   |         |  |
| 2.       | "Covered Saints"                                       | Carlinhos Brown                |         |  |
| 3.       | "Maria Clara"                                          | Mercury                        |         |  |
| 4.       | "Retrato em Branco e Preto"                            | Chico Buarque · Tom Jobim      |         |  |
| 5.       | "Brigas Nunca Mais"                                    | Jobim · Vinícius de Moraes     |         |  |
| 6.       | "Atrás da Porta"                                       | Buarque · Francis Hime         |         |  |
| 7.       | "Serrado"                                              | Djavan                         |         |  |
| 8.       | "Derradeira Primavera"                                 | Jobim · Moraes                 |         |  |
| 9.       | "Sua Estupidez" (participação especial de Vânia Abreu) | Roberto Carlos · Erasmo Carlos |         |  |
| 10.      | "Aeromoça"                                             | Mercury · Gabriel Póvoas       |         |  |
| 11.      | "Vapor Barato"                                         | Waly Salomão · Jards Macalé    |         |  |
| 12.      | "Se Eu Quiser Falar com Deus"                          | Gilberto Gil                   |         |  |
| 13.      | "Corsário"                                             | João Bosco · Aldir Blanc       |         |  |
| 14.      | "Divino Maravilhoso"                                   | Gil · Caetano Veloso           |         |  |